# SEIKO MATSUDA CONCERT TOUR 2008 My pure melody
『SEIKO MATSUDA CONCERT TOUR 2008 My pure melody』（セイコ・マツダ・コンサート・ツアー・2008・マイ・ピュア・メロディ）は、松田聖子のライブ・ビデオ。2008年10月22日にDVD発売。2009年7月8日にはBlu-ray Discでも発売。発売元はSony Records。

## 解説
同年6月～8月に行われたコンサート・ツアーからツアー・ファイナルとなったマリンメッセ福岡での模様を収録したDVD及びBlu-ray Disc。
同年発売アルバム『My pure melody』からの楽曲を中心に披露した。
「春色の恋」から「Don't wanna lose you」まで1曲ごとに連続で衣装チェンジがあった他、ステージセットには巨大なLEDビジョンが採用されている。

## 収録曲
1. Overture
2. 春色の恋
3. 「私の恋の物語」
4. Soul
5. Don't wanna lose you
6. 花びら舞う季節に
7. Sailing
8. マイアミ午前5時
9. 赤いスイートピー
10. 瑠璃色の地球
11. 時間旅行
12. SWEET MEMORIES
13. 明日へのふたり
14. 星空の下の君へ
15. あなたに逢いたくて〜Missing You〜
16. Strawberry Time
17. リクエストコーナー
18. 裸足の季節
19. 青い珊瑚礁
20. Eighteen
21. 渚のバルコニー
22. 天使のウィンク
23. Rock'n Rouge
24. 夏の扉
25. Love is all
26. 素敵にOnce Again
27. 20th Party